# カシュー (企業)
カシュー株式会社は、埼玉県さいたま市北区に本社を置く塗料メーカーである。
1950年に同社が発明し、カシュー・ナットにちなんで名付けられた漆系合成樹脂塗料『カシュー』などを製造している。

## 本社・工場
- 本社・大宮工場 - 埼玉県さいたま市北区吉野町1-407-1
- 久喜工場 - 埼玉県久喜市菖蒲町昭和沼27
- 大阪工場 - 大阪府東大阪市高井田西3-8-18

## 沿革
- 1948年 - 日本漆塗料株式会社として設立。
- 1950年 - 特許油性塗料：自然乾燥カシューの製造を開始する。
- 1953年10月 - カシュー株式会社に商号変更。